# Gare de Livron
La gare de Livron est une gare ferroviaire française des lignes de Paris-Lyon à Marseille-Saint-Charles, de Livron à Aspres-sur-Buëch et de Livron à La Voulte, située sur le territoire de la commune de Livron-sur-Drôme, dans le département de la Drôme, en région Auvergne-Rhône-Alpes.
Elle est mise en service en 1854 par la Compagnie du chemin de fer de Lyon à la Méditerranée (LM), avant de devenir une gare de la Compagnie des chemins de fer de Paris à Lyon et à la Méditerranée (PLM) en 1857.
C'est une gare de la Société nationale des chemins de fer français (SNCF), desservie par des trains TER Auvergne-Rhône-Alpes.

## Situation ferroviaire
Établie à 109 mètres d'altitude, la gare de bifurcation de Livron est située au point kilométrique (PK) 634,333 de la ligne de Paris-Lyon à Marseille-Saint-Charles, entre les gares ouvertes de Valence-Ville et de Loriol. En direction de Valence, s'intercalent les gares fermées de Portes et d'Étoile-sur-Rhône.
Elle est également l'origine, au PK 0,000, de la ligne de Livron à Aspres-sur-Buëch ; elle est suivie par la gare ouverte de Crest.
C'est aussi l'origine de la ligne de Livron à La Voulte utilisée uniquement par un trafic de fret.

## Histoire
La gare de Livron est mise en service le 29 juin 1854 par la Compagnie du chemin de fer de Lyon à la Méditerranée (LM), lorsqu'elle ouvre à l'exploitation la section d'Avignon à Valence.
En 1857, elle intègre le réseau de la Compagnie des chemins de fer de Paris à Lyon et à la Méditerranée (PLM), créée par la fusion de plusieurs compagnies dont celle du chemin de fer de Lyon à la Méditerranée.
Elle devient une gare de bifurcation le 17 février 1862, lors de l'ouverture à l'exploitation de l'embranchement de Livron à Privas par la Compagnie du PLM, à la suite de la construction du viaduc de la Voulte.
Le 25 septembre 1871, elle devient également l'origine de l'embranchement de Livron à Crest, prolongé jusqu'à Die le 1er septembre 1885 et à Aspres-sur-Buëch le 1er juin 1894.

## Fréquentation
De 2015 à 2023, selon les estimations de la SNCF, la fréquentation annuelle de la gare s'élève aux nombres indiqués dans le tableau ci-dessous.
| Année     | 2015   | 2016   | 2017   | 2018   | 2019   | 2020   | 2021   | 2022   | 2023   |
| --------- | ------ | ------ | ------ | ------ | ------ | ------ | ------ | ------ | ------ |
| Voyageurs | 45 386 | 45 918 | 54 515 | 48 542 | 61 938 | 41 665 | 53 716 | 82 275 | 95 840 |

## Service des voyageurs

### Accueil
Gare SNCF, elle dispose d'un bâtiment voyageurs, avec guichet, ouvert seulement les mardis, mercredis et jeudis.
de 9h15 - 12h / 13h30 - 18h00.
Elle est fermée les lundis, vendredis, samedis, dimanches et fêtes.

### Desserte
Livron est desservie par les trains TER Auvergne-Rhône-Alpes (relation de Briançon ou Gap à Romans - Bourg-de-Péage ainsi que de Lyon-Part-Dieu ou Lyon-Perrache à Avignon-Centre).

### Intermodalité
Un parc pour les vélos et un parking pour les véhicules y sont aménagés.